# Deonise Fachinello
Deonise Cavaleiro Fachinello, más conocida como Deonise Fachinello (Santa Rosa, 20 de junio de 1983) es una ex jugadora de balonmano brasileña, internacional con la selección nacional brasileña y campeona del mundo en 2013.

## Trayectoria
Saltó a Europa desde el Metodista, jugando una temporada para el CLEBA León, con la que ganó la Copa ABF. Tras ese primer año recaló en la Sociedad Deportiva Itxako para firmar por el Hypo austriaco. Una temporada y se mudó al HAVRE HAC francés para regrasar a España, otra temporada, en la SD Itxako, de la que salió por los problemas financieros del equipo navarro.
Fue una de aquella selección de balonmano brasileña femenina que formó el Hypo entre 2012 y 2014 y que terminó alzando el título de campeonas del Mundo en 2013.
Debutó en la junior brasileña en 2011. Con su selección, además, ha jugado varios mundiales y dos juegos olímpicos.

### Clubes
- Guarulhos
- Metodista
- 2006–07:  Club León Balonmano
- 2007–08:  SD Itxako
- 2008–09:  Hypo Niederösterreich
- 2009–11:  Havre HAC
- 2011–12:  SD Itxako
- 2012–14:  Hypo Niederösterreich
- 2014–15:  CSM București
- 2016:  Nykøbing Falster
- 2016–17:  HC Odense
- 2017–18:  CS Măgura Cisnădie
- 2018–19:  SCM Craiova
- 2019–21:  Bourg-de-Péage
- 2022–21:  Debreceni VSC

## Premios y galardones

### Con la selección
- 1 x Campeonato Mundial (2013)
- 4 x Juegos Panamericanos (2007, 2011, 2015, 2019)
- 4 x  Medalla de Oro Campeonato Panamericano (2007, 2011, 2013, 2017)
- 1 x  Medalla de plata Campeonato Panamericano (2009)
- 1 x Campeonato Sudamericano (2013)
- 2 x Juegos Sudamericanos (2014, 2018)
- 1 x Campeonato Sur y Central Americano (2018)

### De clubes
- 1 x Liga rumana  (2015)
- 1 x Liga española (2012)
- 1 x Copa de la Reina (2012)
- 1 x Supercopa de España (2012)
- 1 x Copa ABF (2007)
- 1 x Recopa de Europa (2013)
- 3 x Liga austriaca (2009, 2013, 2014)
- 3 x Copa de Austria (2009, 2013, 2014)

### Galardones individuales
- Mejor jugadora juvenil de Brasil (2000)[7]

## Vida personal
Empezó estudiando Educación Física en la FAG, pero no llegó a terminarlo. En su época del Itxako Navarra compró una casa en la ciudad de Muruzábal. Se casó con la también jugadora de balonmano Mariana Costa en 2021 en Brasil. En 2024, tras 10 años de relación (algunos a distancia por su deporte), su esposa y Deonise echaron raíces en Navarra dónde viven tras el fichaje de la segunda por parte del Balonmano Beti Onak.